# Loubna Bouarfa
Loubna Bouarfa, född 26 juni 1983, är en nederländsk-marockansk forskare i datavetenskap och grundare och VD för OKRA Technologies.

## Utbildning
Bouarfa växte upp i Meknes, Marocko.  Hon flyttade vid 17 års ålder till Tekniska Högskolan i Delft för att studera elteknik och specialisera sig på statistisk signalbehandling. 2007 inledde Bouarfa en doktorandutbildning som tillämpade maskinlärning för att förutsäga kirurgiskt arbetsflöde och upptäcka avvikelser i realtid.  Hon tillämpade sin forskning direkt på operationsbordet, förutspådde fel och förbättrade arbetsflöden.  I sin doktorsavhandling upptäckte Bouarfa att AI tillhandahåller en stark grund för bevisbaserad medicin, som med hjälp av data kan förbättra resultatet direkt i den verkliga miljön utanför kliniska prövningar och allmänt använda kontrollerade hälsovårdsstudier. 

## Karriär
Bouarfa har grundat OKRA Technologies,  ett företag som använder sin maskininlärningsplattform för att förbättra resultatet i vården.  OKRAs AI-motor används av några av världens största läkemedelsföretag till att omvandla komplexa dataset till bevisbaserade förutsägelser i realtid.  Det gjordes för att hjälpa vårdpersonal inom hälso- och sjukvården att förutse och förbättra patientens resultat i den verkliga miljön. 2017 stängde OKRA Technologies en Serie A-runda på 4,2 miljoner USD.
År 2016, efter flera år i akademin vid Högskolan för teknik i Delft  och Imperial College i London, ville hon genomföra sin forskning i kommersiell skala - det tog henne till Cambridges start-up-scen. 
Bouarfa har ett antal rådgivande roller och är medlem i Europeiska kommissionens högnivåexpertgrupp för artificiell intelligens.

## Utmärkelser
År 2017 valdes Bouarfa av MIT Technology till Innovatör under 35 år.  I januari 2018 var hon bland finalisterna för utmärkelsen Årets kvinnliga entreprenör i IT och valdes som en av Forbes Top 50 Women in Technology.